# 维克托&罗夫
维克托&罗夫（Viktor & Rolf），也就是维克托·豪斯丁和罗夫·斯诺恩，是一间著名的荷兰时装设计公司。

## 设计者
维克托和罗夫曾经说过：“我们想如同在乌托邦一般庆祝生活”。在他们的理想世界中，他们的话语曾经幽默而又严肃，用高雅和幻想创造出对现实的诗意化视觉。在他们的设计中，将这些元素转换成风格，并带来原创且独具一格的流行式样。

## 时装系列
维克托&罗夫的第一套时装系列获得了1993年的耶尔时装艺术节奖。1998年他们发布了第一套高级定制时装，其中包括其之后五年一直流行的男装时装。在2003年，巴黎的时装博物馆展示了近10年来时装设计的回顾历程。当前的时装系列利用了现代款式以及童话魅力，并着重于分层以获得可变的形状和体积。“对我们来说，时装就是讲述现实的故事。”在2006年11月，维克托&罗夫将会跟随史黛拉·麦卡尼以及卡尔·拉格菲尔德为瑞典的H&M共同设计民主化的道路。

## 香水
到目前为止共推出了两款香水，最新的一款名为解药（ANTIDOTE）。

## 致敬
為了慶祝品牌成立25周年，於Viktor & Rolf Haute Couture F/W 2018-19以全白布料把多年來的經典作品重現在時裝展上。

## 外部連結
- 维克托&罗夫
- Viktor & Rolf （页面存档备份，存于） in the Fashion Model Directory

1. ↑  .   [2020-09-16]. （原始内容存档于2019-06-09）.